# Waldino Arriaga
Waldino Arriaga Perdomo (Timotes, estado Estado Mérida (Venezuela), 1880-San Fernando  de Apure, 1922) fue un militar y político venezolano, fue Diputado y Presidente de la Asamblea Legislativa del Estado Apure    

## Historia
Primogénito de la unión de Sebastián Arriaga Ramírez (de origen vasco) y Florinda Perdomo (criolla venezolana). El 14 de agosto de 1899 a la edad de 19 años, se incorporó a la Brigada "Mérida" comandada por el general Tomás Pino, natural de Mucurubá, luego de la reorganización a consecuencia de la muerte del general Méndez en la batalla de Tovar. de las tropas de la Revolución Liberal Restauradora, que lideraba el general Cipriano Castro. Al triunfo de la revolución, se trasladó al centro del país donde practicó la agricultura, y en 1905 se radica en San Fernando de Apure donde desempeñó la jefatura civil de Camaguán, Estado Guárico. Waldino tuvo negocios de ganado con el general Juan Vicente Gómez. Fue diputado y presidente de la asamblea legislativa de Apure desde 1915 a 1917.
Andrés Eloy Blanco, su amigo, decía de él que era hombre noble y bravo, "valiente como pocas y como pocos, honrado y generoso". Por inconvenientes en los negocios con el general Gómez, hubo una ruptura entre ambos, creándose las condiciones para que en mayo de 1922, el general Arriaga se alzara contra el gobierno de Gómez, en una intensa batalla, donde perdería la vida por un disparo.